# Новачево
Новачево е село в Югоизточна България. То се намира в Община Сливен, област Сливен.

## География
Село Новачево се намира в планински район, в Област Сливен. Близките села до Новачево са – Бяла, Градско, Бяла паланка и др.

## История
Преди време селото се е намирало на известно разстояние от сегашното си местоположение. При чумна епидемия се наложило да се преместят да живеят на друго място (на сегашното местоположение на селото) и от там идва името Новачево.

## Други
Селото е населено само от етнически турци, които изповядват сунитски ислям.